# Lope de Olano
Lope de Olano est un illustre navigateur espagnol, qui après avoir été libéré de prison, où il était enfermé pour  dettes, fut chargé par le nouveau gouverneur Pedrarias Dávila de fonder et d'être le premier maire d'Acla, une ville célèbre pour être le lieu où ils essayèrent de décapiter Vasco Núñez de Balboa, découvreur de mer du Sud .

## Biographie
Il est peut-être né vers 1480 à Azkoitia, (Guipuscoa). Son père est un intellectuel bachelier Juan de Olano, né à Miranda de Iraurgi, actuellement Azcoitia. L'une de ses nièces María de Izaguirre est mariée à un neveu d'Ignace de Loyola. Bien que peu d'informations demeurent sur cet illustre navigateur issu d'une famille aristocratique, nous savons qu'il était pilote lors du troisième voyage de Colomb (es) et qu'il était à Saint-Domingue lorsqu'il fut nommé lieutenant par Diego de Nicuesa, nommé par le roi pour gouverner Castilla de Oro en 1507.

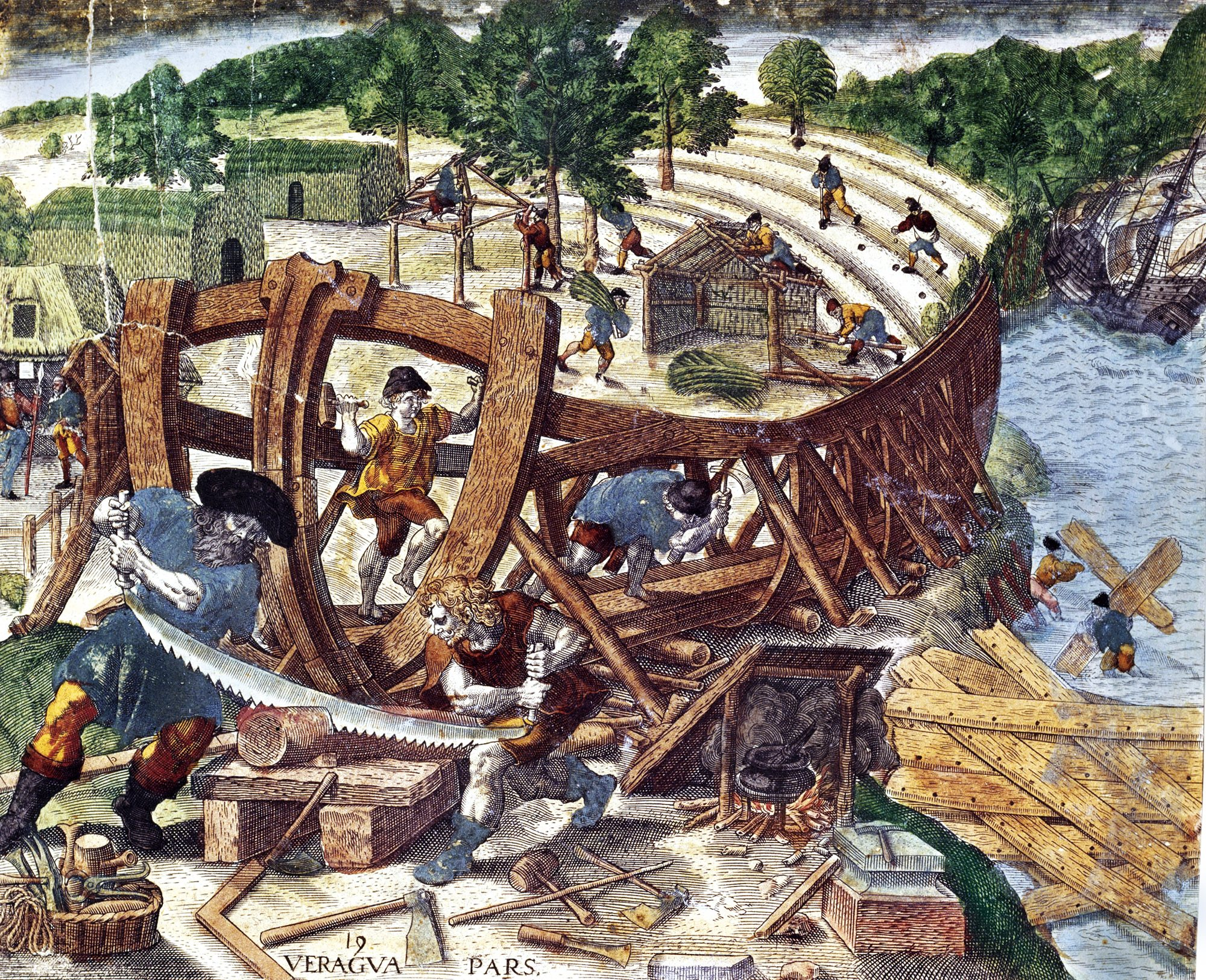
Scène de reconstruction navale en Amérique d'après l’œuvre de Girolamo Benzoni. Gravure de Théodore de Bry. titrée Nederlanders bouwen schepen en huizen. 1594. L'épisode suit l'échouement du navire de Diego de Nicuesa, près du Río Chagres. Pour que les hommes n'entretiennent aucun espoir de s'échapper, Lope de Olano fait jeter le reste de la flotte sur le rivage mais, après s'être rendu compte de son erreur, il fait construire une caravelle avec les épaves.

L'expédition Nicuesa quitta Saint-Domingue en 1508, et arriva à Kalamarí (actuelle Cartagena de Indias ) pour venger la mort d'un autre pilote, Juan de la Cosa, puis les membres de l'expédition naviguèrent vers la région actuelle de Belén, et se trouvèrent déjà dans l'isthme où ils quittèrent la flotte. Le nao capitana et le Brigantin de Nicuesa levèrent l'ancre pour aller à l'ouest, mais très vite ils furent surpris par un violent ouragan. Le capitaine du navire chavira près de la côte. Le brick d'Olano avec 30 membres d'équipage dont les noms restent anonymes, furent emportés par la fureur de la tempête sur une île qu'ils baptisèrent du nom tiré du Santoral, qui pour le 25 novembre correspond à Santa Catalina de Alejandría. Plus tard, ils furent sur une autre île qu'ils baptisèrent Providencia pour rendre grâce au Seigneur de les avoir sauvés de la tempête, atteignant ainsi la côte du Honduras, il découvrit le 25 novembre 1510 une terre qu'il nommèrent d'après le Saint du jour: Santa Catalina, et comme en se réfugiant dans le port qui leur était offert, ils trouvèrent une autre île, etc.
Le capitaine Lope de Olano retourna à Belén en pensant que Nicuesa avait fait naufrage. Trois mois plus tard, trois ou quatre marins arrivèrent à la rame, dès que le capitaine Lope de Olano en eut connaissance, il envoya son brick chercher le naufragé.
Cependant, quand Nicuesa arriva, il l'accusa de trahison et l'envoya à la potence; mais comme d'autres capitaines imploraient sa vie, Nicuesa lui pardonna, l'enchaînant et lui donnant la peine de moudre publiquement du maïs sur une pierre, ce qu'Olano endura stoïquement.
Peu de temps après, Nicuesa décida de se rendre à Santa María la Antigua del Darién, la première ville fondée sur le continent, mais les Espagnols ne le laissèrent pas débarquer, tandis qu'Olano fut libéré par Martín Sánchez de Zamudio ; on dirait que Santa María n'a pas formé territorialement ou légalement du gouvernement de Nicuesa ;contraint de partir, Nicuesa et 17 compagnons se dirigèrent vers Hispaniola, mais une terrible tempête fit sombrer son navire, faisant périr tous ses occupants, aucun reste du naufrage n'étant localisé.
D'autre part, il existe toujours un Real cédula dans les Archives générales des Indes demandant la remise du prisonnier Lope de Olano pour être jugé en Espagne, pour des raisons de manque de service à Sa Majesté, qui ne put être rempli car les Indiens Cacique Careta anéantirent Olano et toute la garnison d'Acla en 1517.